# Radek Mynář
Radek Mynář, né le 22 novembre 1974 à České Budějovice, est un footballeur tchèque. Il est défenseur au Polonia Varsovie.

## Carrière

### En club
- 1998-2000 :  AC Dukla Prague
- 2000 :  Marila Příbram
- 2000-2003 :  Sparta Prague
- 2003-2008 :  Dyskobolia
- 2008-2012 :  Polonia Varsovie[1]

### Palmarès
- Champion de Tchéquie : 2001 et 2003
- Finaliste de la Coupe de Tchéquie : 2001 et 2002
- Vice-champion de Pologne : 2005
- Coupe de Pologne : 2005 et 2007
- Coupe de la Ligue : 2007 et 2008